# Eileen Nearne
Eileen Mary Nearne, född 24 juni 1921 i London, död 2 september 2010 i Torquay, Storbritannien var medlem i Special Operations Executive, SOE. Hon tjänstgjorde i det ockuperade Frankrike som radiotelegrafist under kodnamnet Rose.

## Biografi
Eileen Nearne, känd som Didi var yngst av fyra barn. Hennes far var engelsman och hennes mor spanjorska. 1923 flyttade familjen till Frankrike. Efter den tyska invasionen 1940 flydde familjen till Spanien och vidare till London, dit de anlände 1942. Hennes syster Jacqueline och brodern Francis tjänstgjorde i Special Operations Executive och Nearne rekryterades också till SOE och sysslade med signalspaning från en bunker i London.

### Frankrike

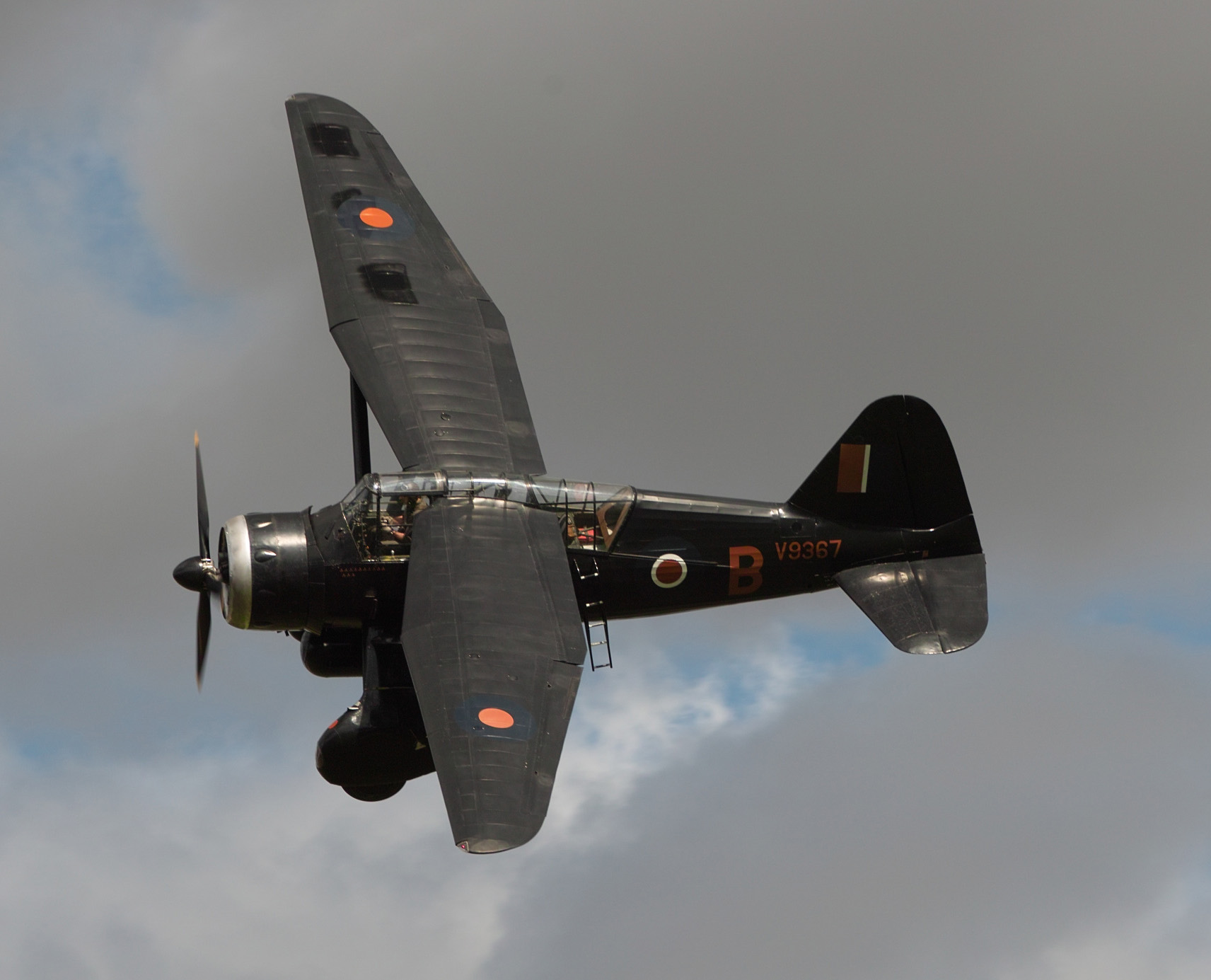
Westland Lysander

I mars 1944 skickades Nearne till det ockuperade Frankrike tillsammans med Jean Savy, en fransk kommendörkapten. Ett spaningsflygplan landade och lämnade dem nära Châteauroux den 3 mars 1944 och de tog sig till Paris och Nearne fann ett logi i södra förorterna där hon kunde skicka hemliga radiomeddelanden till SOE. När Landstigningen i Normandie började kunde Nearne skicka information om lämpliga landstigningsplatser för SOE agenter. Tyska Gestapo upptäckte hennes radiosändningar i juli och förde henne till Gestapos högkvarter. Hon utsattes för brutal vattentortyr, man klädde av henne naken och doppade hennes huvud i iskallt vatten tills hon svimmade av syrebrist. Men hon avslöjade inte vem hon var eller vilka hon arbetade med. I augusti rakade de hennes huvud och skickade henne till koncentrationslägret Ravensbrück utanför Berlin.

### Ravensbrück
Ravensbrück var ett koncentrationsläger för kvinnor. Där träffade hon Violette Szabo, en annan fransk-brittisk hemlig agent. De planerade att fly tillsammans, men Szabo flyttades till ett ännu värre läger. Efter sex månaders hårt arbete flyttades Nearne till Markelberg. I april 1945 närmade sig allierade styrkor och de intagna tvingades ut på en nattmarsch. Nearne och två franska kvinnor lyckades fly och gömde sig i en skog. Efter svåra umbäranden räddades kvinnorna av amerikanska soldater och i slutet av april var Nearne tillbaka i London.